# Mestosoma maquisi
Mestosoma maquisi är en mångfotingart som beskrevs av Kraus 1956. Mestosoma maquisi ingår i släktet Mestosoma och familjen orangeridubbelfotingar. Inga underarter finns listade i Catalogue of Life.